# Familie
「familie」（ファミーリエ）は、日本のロックバンド・Mrs. GREEN APPLEの楽曲。2024年8月9日にユニバーサルミュージック内のレーベル・EMI Recordsより配信限定でリリースされた。

## 概要
2024年6月27日、Hondaは、翌日6月28日に発売される予定の新型「FREED」の発表会を東京・青山にあるホンダウエルカムプラザ青山で開催。その際に本楽曲が新CMのために書き下ろされたことを発表した。
8月8日、本楽曲が同月9日に13th配信シングルとしてリリースされることが発表された。また同日、本楽曲のコンテンツカレンダーが公開された。なお、本楽曲をもって、4月12日リリースの9th配信シングル「ライラック」より続いていた、Mrs. GREEN APPLEの5ヶ月連続となる楽曲リリースは締めくくられた。
8月10日には、若井滉斗と二家本亮介によるギターとベースの弾いてみた動画が公開された。8月11日には、スタジアムツアー「ゼンジン未到とヴェルトラウム〜銘銘編〜」公演映像が、公式YouTubeチャンネルにて公開された。
12月4日、本楽曲がBillboard JAPANチャートにおけるストリーミングの累計再生回数1億回を突破したと発表された。本楽曲で19曲目のストリーミング累計1億回再生突破となった。

## テレビ披露
| 番組名                         | 放送局         | 出演日        | 備考                                                                     |
| ------------------------------ | -------------- | ------------- | ------------------------------------------------------------------------ |
| ミュージックステーション       | テレビ朝日系列 | 2024年8月16日 | テレビ初披露。フルサイズでの歌唱。                                       |
| CDTV ライブ!ライブ! 夏フェスSP | TBSテレビ系列  | 2024年8月19日 | 「familie」「アポロドロス」「点描の唄」の3曲を披露。フルサイズでの歌唱。 |